# 진동수 (1949년)
진동수 (陳棟洙, 1949년 3월 18일~)은 대한민국의 공무원이다.  제23대 조달청장, 재정경제부 제2차관, 한국수출입은행장을 역임하였다. 전라북도 고창군 출생이다.

## 학력
- 경복고등학교
- 서울대학교 법학 학사
- 보스턴 대학교 대학원 경제학과

## 경력
- 1975년 17회 행정고시 합격
- 1994 재정경제원 산업자금담당관
- 1996 정보통신부 정보기반심의관
- 1998 정보통신부 정보화기획심의관
- 2001 금융감독위원회 상임위원
- 2004 재정경제부 국제업무정책관
- 2005. 7.~2006. 5. 제23대 조달청장
- 2006. 5 재정경제부 제2차관
- 2008. 7 한국수출입은행장
- 2009. 1.~2010. 12. 금융위원회 위원장

| 전임 최경수 | 제23대 조달청장 2005년 7월 28일~2006년 5월 16일 | 후임 김용민 |

| 전임 권태신 | 제13대 재정경제부 제2차관 2006년 5월 16일~2007년 7월 27일 | 후임 임영록 |

| 전임 양천식 | 제15대 한국수출입은행장 2008년~2009년 | 후임 김용환 |

| 전임 전광우 | 제2대 금융위원회 위원장 2009년 1월 20일~2011년 1월 3일 | 후임 김석동 |